# Erwin Ott
Erwin Ott (* 9. Dezember 1892 in Jägerndorf, Österreich-Ungarn; † 14. Dezember 1947 in See bei  Lupburg) war ein deutschmährischer Lehrer und Schriftsteller.

## Biographie
Er besuchte die Volksschule und später die Oberrealschule in Jägerndorf. Seine Ausbildung absolvierte er im Lehrerbildungsinstitut in Troppau. Am Ersten Weltkrieg nahm er zwischen 1914 und 1918 als Frontkämpfer in der k. u. k. Armee teil. An der Südfront geriet er im November 1918 in italienische Gefangenschaft. Im September 1938 wurde Ott im tschechoslowakischen Lager für SdP-Funktionäre in Stefanau interniert. Im Mai 1945 geriet er aufgrund der Beneš-Dekrete in das tschechische Arbeitslager für Deutsche in Troppau. Ott starb an den Folgen der Inhaftierung nach seiner Entlassung aus diesem Internierungslager als Vertriebener in Bayern.
Neben seiner schulischen Leistung als Fachlehrer für Deutsch, war Ott literarisch recht erfolgreich und er zählt neben Robert Hohlbaum und Hanns Cibulka zu den drei bedeutendsten Autoren, die aus Jägerndorf stammen. Sein Spektrum reicht von belletristischen  Darstellungen über die Dichter Hölderlin und Lenau bis zu zeitgeschichtlichen Werken. So hat er das Ende an der Italienfront 1918 ebenso behandelt, wie das Schicksal der Deutschen im Sudetenland vor 1938 bzw. nach 1945. Die literarischen Gestalten des Arnold Moschner und seiner Ehefrau Hedwig in seinem Bericht Die Gefesselten (1949) tragen  autobiographische Züge von Erwin Ott und seiner Ehefrau Hedwig Ott (geb. Richter), geboren am 8. Februar 1894 in Jägerndorf und verstorben am 27. September 1976 in Amberg/Bayern, deren unterschiedliche Vertreibungsschicksale auch für viele ihrer ehemaligen Landleute steht.
Otts Werke existierten teilweise in Reinschriften seines Mitarbeiters Adolf Langheim, der ebenfalls in Jägerndorf und später in Weimar lebte und verstarb.
Die frühen Ausgaben wurden von dem Kunstmaler Fritz Raida  gestaltet.

## Werke (Auswahl)
- Erloschenes Licht. Ein Hölderlin-Roman. Gebrüder Stiepel, Reichenberg i. B. 1922.
- Der Wanderer. Roman, Gebrüder Stiepel, Reichenberg i. B. 1926.
- Das Drama der sieben Tage. Roman, Heinz & Comp., Troppau 1932.